# Lil' Infinity
Singles de AAA
I'll be there
(2015) Boku no Yuuutsu to Fukigen na Kanojo
(2015)
Lil' Infinity est le 43e single du groupe AAA sorti sous le label Avex Trax le 25 février 2015 au Japon. À l'occasion de leur dixième anniversaire, un single est sorti chaque mois, celui-ci est le deuxième d'une série de sept. Il arrive 3e à l'Oricon. Il se vend à 46 597 exemplaires la première semaine et reste classé 18 semaines pour un total de 59 732 exemplaires vendus en tout durant cette période.
Lil' Infinity a été utilisée comme thème musical pour la version japonaise du film Nos étoiles contraires. Elle se trouve sur l'album AAA 10th Anniversary Best.

## Liste des titres
| 1. | Lil' Infinity                |  |
| 2. | Lil' Infinity (Instrumental) |  |